# Бабуріна Світлана Миколаївна
Світла́на Микола́ївна Бабу́ріна (* 1985) — українська пляжна волейболістка, тренерка. Дванадцятиразова чемпіонка України. Триразова володарка Кубка України, срібна призерка «Великого шолома» (2008), учасниця чемпіонату світу-2009.

## З життєпису
Народилася 1985 року в Іллічівську (нині це Чорноморськ), 2000-го почала волейбольну кар'єру в клубі «Медик». Наступного року в Еспазенде (Португалія) на молодіжному чемпіонаті Європи до 23 років посідає дев'яте місце. У 2001 році стала володаркою Кубка України з пляжного волейболу — в парі з Ольгою Подурян. В цьому ж році виступила на чемпіонаті України в парі з Галиною Ошейко, ставши чемпіонками України .
2003 року пара Ошейко — Бабуріна завойовує срібло на Світовому сателіті, який проходив в Ле-Лаванду (Франція).
На Чемпіонаті Європи-2004 у Славкові (Чехія). Того ж року посіла 2-ге місце на світовому змаганні в Альба-Адріатика (Італія) і перше місце на світовому сателіті — Палінуро (Італія) — Світовий сателіт — 1 місце
На світовому сателіті-2007 у Вадуці (Ліхтенштейн) — 3-тє місце.
2008 року на турнірі «Великого шолома» в Клагенфурті (Австрія) — 2-ге місце.
На Чемпіонаті світу 2009 року в Ставангері (Норвегія) — 17-те місце.
2011 року стала вчергове чемпіонкою України — у парі з Олександрою Ширяєвою — другу позицію посіли Фотенко Поліна і Чекмарьова Ксенія. Володарка звання «кращий гравець Чемпіонату України серед жінок сезону 2011».
2012 року стала чемпіонкою України в парі з Інною Махно; 2013-го — в парі з Діаною Муленко.
Чемпіонка України-2021 — в парі з Мариною Гладун.